# Сизополь (корвет, 1830)
«Сизо́поль» — 24-гарматний корвет типу однойменного типу Чорноморського флоту Російської імперії. Названий на згадку про захоплення російськими військами

## Опис
Один із трьох вітрильних 24-гарматних корветів типу «Сизополь», що будувалися в Миколаєві і Севастополі протягом 1829—1832 років. Довжина корабля між перпендикулярами становила 39,93 метра, ширина — 10,9 метра, глибина інтрюму — 3,1 метра (за іншими даними — 3,2 метра), а площа парусів — 1500 квадратних метрів. Екіпаж становив 190 осіб.
Корабель названо на згадку про захоплення російськими військами загоном кораблів під командуванням контрадмірала М. М. Кумані турецької фортеці Сизополь 16 лютого 1829 року.

## Історія
Закладений у Миколаєві на стапелі Миколаївського адміралтейства 30 липня 1829 року. Головний будівник — полковник корпусу корабельних інженерів І. Я. Осмінін (за іншими даними — прапорщик корпусу корабельних інженерів Г. В. Афанасьєв). Після спуску на воду 6 вересня 1830 року увійшов до складу Чорноморського флоту Російської імперії.
У 1832, 1834, 1837 і 1838 роках виходив у крейсерство до берегів Абхазії у складі Сухумського загону суден. 26 грудня 1832 року вийшов із Севастополя для доставки депеш російському посланнику в Туреччині в Константинополь, повернувшись у Севастополь у січні 1833 року.
Того ж року брав участь в експедиції Чорноморського флоту на Босфор, де в разі необхідності мав забезпечити підтримку турецькій армії в разі бойових дій з Єгиптом у Чорному та Мармуровому морях, а також протоках Константинопольській і Дарданелли. 2 лютого вийшов із Севастополя у складі ескадри контрадмірала М. П. Лазарєва і до 8 лютого прибув до Буюк-дере.
У березні доправив до Одеси графу М. С. Воронцову депеші про відправлення військ на Босфор. 28 червня у складі ескадри віцеадмірала М. П. Лазарєва вийшов з Буюк-дере, 2 липня прибув до Феодосії, де з транспортних суден проводили висадку російських військ, а 22 липня повернувся до Севастополя. За перевезення десанту в Феодосію командира корабля, П. М. Вукотича, нагороджено орденом Святого Володимира IV ступеня і золотою турецькою шаблею.
У 1835 та 1836 роках перебував на Архіпелазі в розпорядженні російського посланця в Греції. У 1838 році корвет був переведений в ластові судна, а в 1845 році розібраний.

## Командири
- М. Б. Ніконов (1831);
- П. М. Вукотич (1832—1833);
- П. Х. Мессер (1834—1836);
- М. П. Панютін (1837—1838).